# Adéla Francouzská (1150–1195)
Adéla Francouzská (francouzsky Alix de France, 1150 – 11. září po 1195?) byla hraběnka z Blois, Chartres a Châteaudunu z dynastie Kapetovců. Díky rodičům byla polorodou sestrou anglických a francouzských králů.

## Život
Adéla se narodila jako druhá dcera francouzského krále Ludvíka VII. a Eleonory Akvitánské. V době jejího narození byli rodiče krátce po návratu z nepříliš úspěšné křížové výpravy a vztah zatížený pověstí o Eleonořině nevěře krachoval. 21. března 1152 se z důvodu blízkého příbuzenství rozešli. Eleonora ponechala dcery manželovi a krátce poté se znovu provdala za Jindřicha Plantageneta.
Obě děvčátka byla již v útlém věku otcem zaslíbena. Marie se měla provdat za Jindřicha ze Champagne a Adéla za jeho mladšího bratra Theobalda z Blois. Obě svatby se konaly roku 1164.  Pikantní bylo, že Theobald z Blois se pokoušel těsně po rozvodu získat třeba i násilím za choť samotnou Eleonoru. Ne vždy zcela ideální vztahy francouzského krále s hrabaty ze Champagne se díky příbuzenství urovnaly.
Ludvík VII. roku 1179 utrpěl záchvat mrtvice, po kterém ochrnul a ztratil schopnost vlády. Vliv dočasně získala královna Adéla a její bratři Theobald z Blois, Jindřich ze Champagne, Štěpán ze Sancerre a remešský arcibiskup Vilém. Následník trůnu, vymodlený syn Filip, byl urychleně korunován a překvapivě rychle se vymanil z vlivu strýců. Navázal spojenectví s flanderským hrabětem Filipem. Filip Flanderský si královu přízeň pojistil, dal mu za ženu svou neteř. Vztah mezi mladým králem a příbuznými z matčiny strany se vyhrotil po podpisu míru s Jindřichem Plantagenetem. Tehdy strýčci společně s flanderským hrabětem uzavřeli proti Filipovi spolek, který ztroskotal na nedostatečné koordinaci nepřátelských aktivit. Theobald společně s Vilémem byli prvními, kdo změnili své nepřátelství ke královskému synovci. V červenci 1185 byla mezi zbylými účastníky a Filipem podepsána mírová smlouva v Boves.
Theobaldovi se stejně jako Štěpánovi ze Sancerre stala osudnou účast na třetí křížové výpravě, byl zabit při obléhání Akkonu. Adéla, matka sedmi dětí, byla během manželovy nepřítomnosti regentkou panství. Ve funkci zůstala i po manželově smrti za nezletilého syna Ludvíka. Zemřela jako vdova po roce 1195.